# 陶樂鯰
陶樂鯰（学名：Doras carinatus）為輻鰭魚綱鯰形目鼬鯰科的其中一種，為熱帶淡水魚，分布於南美洲埃塞奎博河至亞馬遜河河口流域，體長可達30公分，棲息在底層水域，生活習性不明。
其种加词“carinatus”意为“具龙骨状脊的”。